# Porrogszentkirály
Porrogszentkirály là một thị trấn thuộc hạt Somogy, Hungary. Thị trấn này có diện tích 13,65 km², dân số năm 2010 là 322 người, mật độ 24 người/km².